# Trois grandes lances du Japon

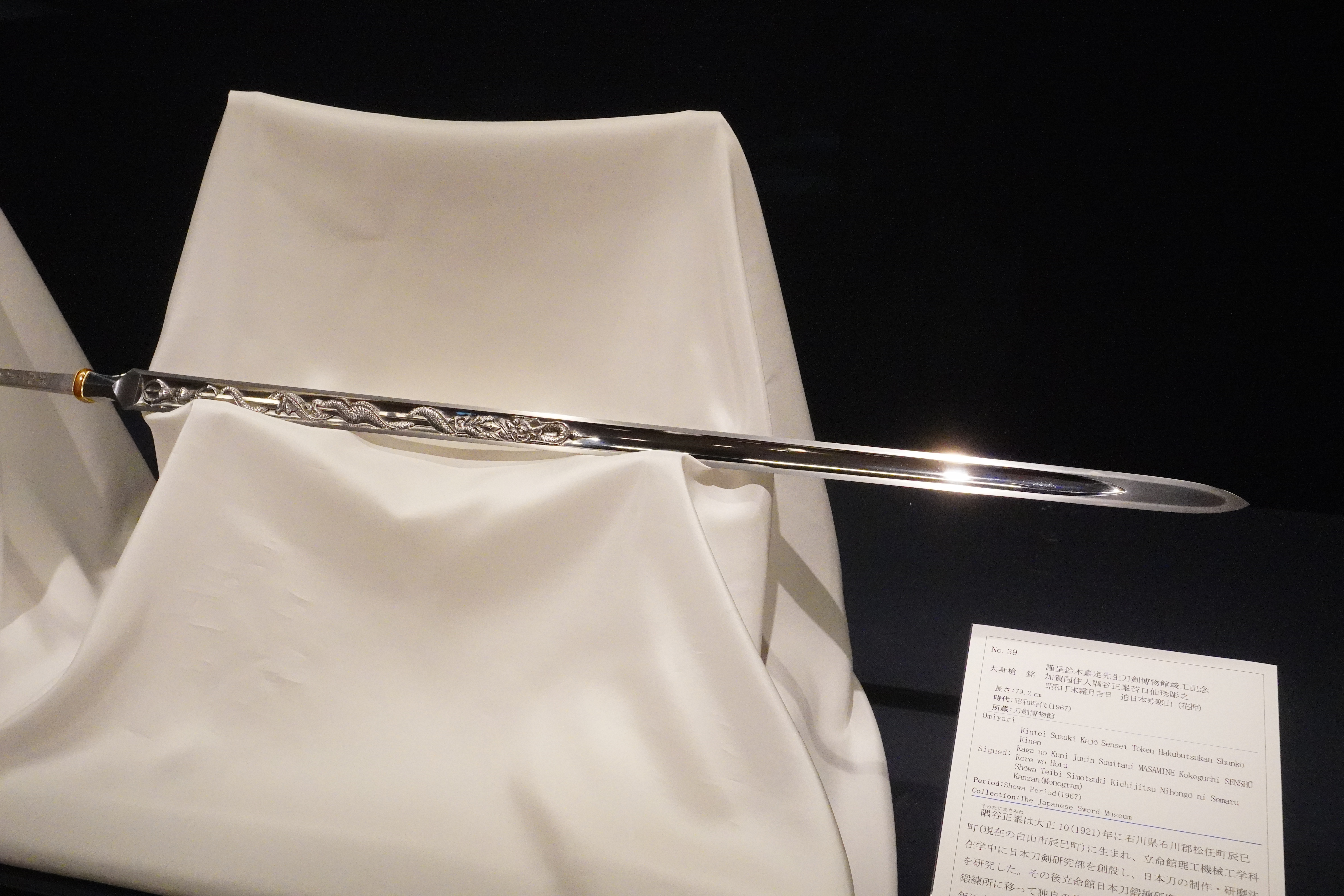
Reproduction de Nihon-go. forgée en 1967

Les trois grands lances du Japon (Tenka sansō) sont trois lances conçues et fabriquées par les plus grands forgerons de l'histoire du Japon.
1. Tonbogiri (蜻蛉切?) : une lance, également connue sous le nom de « lance coupeuse de libellule », brandie une fois par Honda Tadakatsu, un des grands généraux de Tokugawa Ieyasu. Traditionnellement considérée comme forgée par un certain Fujiwara-no-Masazane, il est postulé que le véritable auteur était Muramasa, ou peut-être l'un de ses proches qui lui était nommé Masazane. Il semble que l'originale ait été perdue quelque part après la campagne d'Osaka en même temps que l'armure originale de Honda Tadakatsu, et que des répliques aient été conservées en tant que reliques ancestrales par le clan Honda ;
2. Nihon-gô (日本号, Nippongō, Hinomoto-gō?) : célèbre lance utilisée dans le palais impérial, elle passa de l'empereur au shogun, puis de fil en aiguille à Masanori Fukushima. Une anecdote raconte dans la chanson folklorique Kuroda bushi que Masanori Fukushima la donna comme récompense à Mori Motonobu pour avoir bu une marmite de saké. Celui-ci en fit présent à son vieil ami et frère d'arme lors de la guerre de Imjin, Gotō Mototsugu. Elle se trouve à présent au musée municipal de Fukuoka où elle a été restaurée. C'est une lance de type ōmiyari, avec une lame mesurant approximativement 1 shaku. Nihon-gô est la seule du trio dont l'original a pu être préservé.
3. Otegine (御手杵?), lance de l'époque de Muromachi, longue de 3,8 m. C'est la plus longue des trois lances. Seuls des maîtres lanciers pouvaient l'utiliser correctement. Il semble que l'originale ait été perdue pendant la Seconde Guerre mondiale, mais une réplique existe.